# 小行星192293
小行星192293（192293 Dominikbrunner）是一颗绕太阳运转的小行星，为主小行星带小行星。该小行星于1990年10月发现。
該小行星以德國商人多米尼克·布魯內爾命名。

## 轨道参数
小行星192293的轨道半长轴为2.7207412 AU（407 022 884 km），离心率为0.155。